# Stanisław Hojnowski
Stanisław Piotr Hojnowski (ur. 28 czerwca 1893 w Jadownikach, zm. w nocy z 6 na 7 września 1939 w Tomaszowie Mazowieckim) – pułkownik piechoty Wojska Polskiego.

## Życiorys
Urodził się 28 czerwca 1893 w Jadownikach, w ówczesnym powiecie brzeskim Królestwa Galicji i Lodomerii, w rodzinie Andrzeja i Anny z Lubowieckich. Przodkowie matki byli w XVII wieku właścicielami wsi Jadowniki. Miał brata Józefa (1890–1940), kierownika szkoły w Milówce i siostrę Kunegundę (1888–1918) zmarłą na hiszpankę. Szwagier Józef Owsiak był radcą lasów państwowych i marszałkiem powiatu nadwórniańskiego.
Stanisław w 1904 rozpoczął naukę w c. k. Gimnazjum w Bochni. 25 września 1912 zdał egzamin dojrzałości. Już wówczas biegle władał językiem niemieckim.
W wieku 19 lat wstąpił do armii austriackiej, w której pozostał do 7 listopada 1918. Podczas I wojny światowej dosłużył się stopnia porucznika w armii austriackiej.
W listopadzie 1918 zdecydował się przystąpić do Wojska Polskiego i skierowany został do powiatu limanowskiego, gdzie miał zorganizować kompanię piechoty zdolną powstrzymać szabrownictwo na terenach opuszczanych przez Austriaków. Jako organizator struktur wojskowych zapisał się pozytywnie w Mszanie, gdzie udało mu się stworzyć oddział w kilka dni, dzięki czemu odparto kilka zorganizowanych ataków.
W grudniu 1918 przeniesiono go do 16 pułku piechoty, gdzie został dowódcą 4. kompanii, z którą walczył na Śląsku Cieszyńskim.
Po zakończeniu działań wojennych pozostał w wojsku jako oficer zawodowy i kontynuował służbę w 16 pp. 3 maja 1922 został zweryfikowany w stopniu kapitana ze starszeństwem od 1 czerwca 1919 i 628. lokatą w korpusie oficerów piechoty. W lipcu tego roku został przeniesiony do 85 pułku piechoty w Nowej Wilejce na stanowisko pełniącego obowiązki dowódcy III batalionu. 1 grudnia 1924 prezydent RP nadał mu stopień majora z dniem 15 sierpnia 1924 i 201. lokatą w korpusie oficerów piechoty. Po awansie został zatwierdzony na stanowisku dowódcy III batalionu. W październiku 1927 został przeniesiony do Korpusu Ochrony Pogranicza na stanowisko dowódcy 16 batalionu granicznego z równoczesnym przeniesieniem do kadry oficerów piechoty. 24 grudnia 1929 prezydent RP nadał mu z dniem 1 stycznia 1930 stopień podpułkownika w korpusie oficerów piechoty i 33. lokatą. Z dniem 1 kwietnia 1932 został przeniesiony z KOP do 15 pułku piechoty w Dęblinie na stanowisko zastępcy dowódcy pułku. W listopadzie 1935 został przeniesiony do 45 pułku piechoty w Równem na stanowisko dowódcy pułku. Na pułkownika został awansowany ze starszeństwem z 19 marca 1938 i 20. lokatą w korpusie oficerów piechoty. Wspomnianym pułkiem dowodził w kampanii wrześniowej i na jego czele walczył w bitwie pod Tomaszowem Mazowieckim.
W Tomaszowie podczas przemarszu przez ulicę Warszawską, 45. Pułku piechoty został niespodziewanie ostrzelany. Okazało się, że północna dzielnica miasta – Starzyce już jest zajęta przez Wehrmacht. Widząc, że droga wyjazdowa z Tomaszowa do Warszawy jest już zablokowana reszta żołnierzy czołowych oddziału pułku rozproszyła się i małymi grupkami wymknęła z miasta uchodząc w kierunku lasów spalskich. W tym samym czasie główna część kolumny pułkowej, która znajdowała się nieco dalej w głębi ulicy została zaatakowana przez dywersantów niemieckich.
Do żołnierzy Hojnowskiego strzelano z dachów, okien, bram i ogródków. Oddział został równocześnie zaatakowany przez silny ogień czołgów Wehrmachtu i niemieckich dywersantów, którzy z okien domów przy ulicach: Warszawskiej, Św. Władysława, Szerokiej i Towarowej, przeprowadzili ostrzał z karabinów ręcznych i maszynowych. Zsynchronizowana akcja wywołała chaos w polskich szeregach. Po kilku godzinach jednostka uległa zupełnemu rozbiciu. Przed wojną mieszkała w Tomaszowie znaczna mniejszość niemiecka. Wielu tomaszowskich Niemców już wtedy nie kryło wrogości do państwa polskiego. Po kryjomu uciekali do Niemiec, gdzie przechodzili przeszkolenie wojskowo-dywersyjne. Pod koniec sierpnia 1939 w mieście dochodziło na tym tle do zamieszek etnicznych. Większość z dywersantów atakujących polskich żołnierzy w Tomaszowie 6 września było miejscowymi, tomaszowskimi Niemcami.
Stanisław Hojnowski poległ wraz ze 110 żołnierzami, którymi dowodził, na ulicy Warszawskiej w Tomaszowie Mazowieckim, na wysokości ówczesnego Gimnazjum nr 2 (w PRL Szkoła Podstawowa nr 2, obecnie Szkoły Katolickie przy Warszawskiej 95/97). Wraz z podwładnymi został pochowany na tomaszowskim cmentarzu wojennym przy ul. Smutnej. 
Pułkownik zmienił wyznanie, by pojąć za żonę rozwódkę Marie Grunt-Mejer (zm. 1941). Małżeństwo było bezpotomne.

## Ordery i odznaczenia
- Krzyż Walecznych[41][42]
- Złoty Krzyż Zasługi[41][28]

9 maja 1938 Komitet Krzyża i Medalu Niepodległości odrzucił wniosek o nadanie mu tego odznaczenia.

## Upamiętnienie
W 2016 trwała debata w mieście nad nadaniem patronatu Hojnowskiego pobliskiemu nowo powstałemu rondu, ostatecznie zdecydowano jednak o upamiętnieniu pułkownika w innym miejscu.
W Tomaszowie Mazowieckim imieniem Stanisława Hojnowskiego nazwano rondo w kompleksie dworców komunikacji zbiorowej (PKP Tomaszów Mazowiecki, PKS Tomaszów Mazowiecki, pętla MZK Tomaszów Mazowiecki). Jest również patronem III Liceum Ogólnokształcącego na Michałówku oraz jednej ulicy w dzielnicy Białobrzegi.